# Мерлара
Мерлара (итал. Merlara) је насеље у Италији у округу Падова, региону Венето.
Према процени из 2011. у насељу је живело 1842 становника. Насеље се налази на надморској висини од 8 м.

## Становништво
Према резултатима пописа становништва 2011. у општини је живело 2.831 становника.
| 1951. | 1961. | 1971. | 1981. | 1991. | 2001. | 2011. |
| ----- | ----- | ----- | ----- | ----- | ----- | ----- |
| 4.418 | 3.512 | 3.093 | 3.128 | 3.048 | 2.960 | 2.831 |